# Cassino Calcio 1924
L'A.S.D. Cassino Calcio 1924, meglio nota come Cassino, è una squadra di calcio italiana con sede nella città di Cassino. Milita in Serie D, la quarta serie del campionato italiano di calcio.
Fondata nel 1924, il principale successo nella storia della società è la Coppa Italia Dilettanti vinta nella stagione 1985-1986.
Il colore sociale è l'azzurro. Le partite interne vengono disputate nello Stadio Gino Salveti, intitolato all'omonimo scrittore e poeta cassinate, che può ospitare 3 700 spettatori. 

## Storia

### Gli inizi
Nei primi mesi del 1924 nacque l'Unione Sportiva Cassino, la prima squadra di calcio ufficiale; essa è anche indicata da alcune fonti con la denominazione Quis contra nos? (dal latino: "Chi contro di noi?"). Fondatori furono un gruppo di ragazzi che scelsero come primo impianto un campo nella zona di Caira, per poi trasferirsi al neonato "Sferracavalli".
Avendo sede in un comune all'epoca in provincia di Caserta (o di Terra di Lavoro), l'U.S. Cassino si affiliò al Comitato Regionale Campano della FIGC e si iscrisse al campionato campano di Seconda Divisione 1923-1924, venendo inserito nel girone D insieme a Pro Formia, Fondana e Virtus di Sessa Aurunca (il girone fu disputato come quadrangolare a eliminazione diretta con partite di andata e ritorno). Il Cassino, all'epoca biancorosso, debuttò in campionato il 4 maggio 1924 pareggiando per 2-2 la partita di andata con la Virtus ma, perdendo per 7-1 l'incontro di ritorno, fu eliminato; entrambe le partite furono accese, con reclami da ambedue le parti (anche per un'invasione di campo), ma alla fine il Comitato Regionale Campano decise di infliggere la sconfitta a tavolino al Cassino per tesseramenti irregolari; vano fu il controricorso presentato alla presidenza federale, che confermò l'eliminazione.
Nella stagione successiva l'U.S. Cassino non si iscrisse ad alcun campionato. Un comunicato della Lega Sud pubblicato su "L'ora" di Palermo del 5-6 maggio 1925 inserì l'U.S. Cassino tra le società campane da proporre al Consiglio Federale affinché le considerasse dimissionarie dalla FIGC non avendo pagato entro il 31 marzo 1925 la tassa annuale.
Nella stagione 1928-1929 risultava attiva la squadra dei Liberi Calciatori di Cassino che disputò alcune amichevoli contro squadre dell'Alta Terra di Lavoro. Nel 1930 risultava attivo il Dopolavoro Cassino (anche citato come U.S.F. Cassino), dalle casacche biancoazzurre, che giocava al campo del Littorio. Nel 1931 si disputò a Cassino la Coppa Di Giovanni tra la squadra di studenti liceali "Quis contra nos?", Aquilotti, Juventus e Castellani.
Nelle stagioni 1931-1932 e 1932-1933 l'A.C. Cassino si iscrisse al campionato provinciale giovanile di Prima Categoria dell'ULIC, affiliandosi al Comitato Basso Lazio (o di Frosinone) e non a quello di Caserta, a causa dell'accorpamento dell'Alta Terra di Lavoro nel Lazio decretato dal regime nel gennaio 1927.
Nella stagione 1934-1935 arrivò il cambio di denominazione in "F.G.C. Cassino" (F.G.C. sta per fasci giovanili di combattimento) che si affiliò al Comitato Basso Lazio della Sezione Propaganda FIGC. La squadra continuò a prendere parte ai campionati locali giovanili della Sezione Propaganda, cambiando a un certo punto denominazione in "GIL Cassino" (GIL sta per Gioventù Italiana del Littorio). Negli anni di guerra la società prese parte alla Coppa "F. Persichetti" insieme a Ceccano, Avia-Aquino, Arpino, Sora, Isola Liri, Ceprano e Atina. Fu l'ultima stagione di calcio prima dei bombardamenti che rasero al suolo la città.

### La rinascita e le prime promozioni

Formazione 1958-59.

Il calcio tornò a Cassino nel 1946, dopo tre anni di pausa. Inizialmente i calciatori indossavano maglie a strisce orizzontali bianconere, poi sostituite da divise azzurre in stoffa di jeans. 
Nel 1948 il Cassino ottenne la sua prima promozione, passando dalla Seconda alla Prima Divisione Laziale. Nello stesso anno venne anche inaugurato il Campo Miranda in viale Dante, impianto dedicato alla memoria di Dario Miranda, famoso centromediano del periodo prebellico, caduto in Africa. 
Nel 1953 la squadra toccò un nuovo picco, raggiungendo la Promozione, ove rimarrà fino al Lodo Barassi del 1959.
I deludenti Anni Sessanta
Gli Anni Sessanta iniziarono con l'inaugurazione della prima sede del club presso Palazzo dei De Vendictis, in Via D'Annunzio. Nel decennio la squadra si alternò deludentemente tra Prima e Seconda Categoria.

### Anni Settanta: la prima volta nei professionisti

Il Cassino promosso in Serie D nel 1972.

Nel 1970 iniziò la rinascita, con la vittoria del campionato e il ritorno in Promozione. L'anno dopo la squadra ottenne il secondo posto in Coppa Italia Dilettanti, nella finale di Forte dei Marmi persa 1-0 contro il Montebelluna. Nel 1972 giunse addirittura la Serie D.
Segreti di tali successi furono l'inaugurazione dello Stadio Comunale, successivamente dedicato al poeta e scrittore cassinate Gino Salveti, situato in via Appia; e la trasformazione della società in una Polisportiva tramite una cooperativa a responsabilità limitata per azioni avente lo scopo di coinvolgere tutte le forze sportive della città.
Il Cassino, ormai maturo sia dal punto di vista sportivo che dal punto di vista societario, era pronto per il salto nel professionismo, che puntualmente arrivò nel 1978. Dopo una buona stagione d'esordio conclusa al 13ºposto, con la salvezza raggiunta alla penultima giornata pareggiando a Trapani (con il primo gol del giovane Urbano), fece seguito una annata da dimenticare: i problemi finanziari segnarono l'ultimo posto del 1979-1980.

### Anni Ottanta: la nuova rinascita

Formazione 1985-86.

Dopo la retrocessione del 1980 iniziò il declino del calcio a Cassino. Negli anni a venire ci furono poche note positive, come l'esplosione di Domenico Di Carlo. La squadra scese in Promozione, per poi cadere addirittura in Prima Categoria.
Nell'estate 1983 si insediò un nuovo proprietario, la Policassino Coop. Dopo un secondo posto in Prima Categoria, nel 1984-1985 il Policassino salì in Promozione. Il 1986 fu anche l'anno del primo trofeo nazionale della storia: la Coppa Italia Dilettanti, conquistata con la vittoria finale, a Viareggio, contro il Fomia per 3 a 1. Infine nella stagione 1987-1988 la squadra tornò in Serie D (denominata allora Interregionale), grazie alla vittoria in casa contro il Marino all'ultima giornata.
Anni Novanta: la nuova crisi
La Serie D venne mantenuta per quattro anni, tra alti (il settimo posto del 1989) e bassi (la vittoria nello spareggio-salvezza contro la Maddaloense nel 1990). Dopo la retrocessione del 1992, si aprì una fase di incertezza per il movimento calcistico cittadino. La contemporanea ascesa della squadra di basket in Serie B comportò un progressivo distacco degli sportivi. Nel 1993-1994 la Policassino venne condannata alla Promozione, dopo la sconfitta ai rigori nello spareggio contro la Vis Sezze, giocato a Palestrina. Nella stagione 1997-98 ci furono perfino due team diversi in città: il Policassino militante in Promozione e l'A.S. Cassino (in precedenza Rofit) in Eccellenza. L'A.S. Cassino divenne di fatto la prima squadra locale. Le due si sfidarono addirittura in un inedito derby nella fase regionale della Coppa Italia Dilettanti terminato con il punteggio di 1-1, decretante il passaggio del turno della Policassino. Il decennio nero si concluse con un quarto posto in Eccellenza 1998-1999.

### Anni Duemila: il picco
La svolta arrivò nella stagione 1999-2000, grazie al presidente Morra che riportò entusiasmo in città. L'A.S. Cassino venne trasformata in "Real Cassino", grazie all'acquisizione del titolo di Serie D del Real Piedimonte. Il campionato fu di vertice e per un soffio si sfumò la C2. La squadra, infatti, arrivò seconda alle spalle del Puteolana.
Nel 2003 il timone venne lasciato a Ciro Corcione. L'avventura iniziò male con la retrocessione in Eccellenza, decretata dallo spareggio perso a Frosinone contro il Grottaglie. Fu anche anno dell'ennesimo cambio di denominazione, in "S.S. Cassino 1927". Nei due anni successivi il team si rialzò, con due promozioni consecutive: ritorno in Serie D (dopo lo spareggio ad Anagni contro l'Almas Roma vinto per 2 a 0) e poi, dopo 26 anni, in Serie C. Quest'ultima giunse addirittura all'ultima giornata, quando il Cassino, secondo alle spalle dell'Aprilia, batté 3 a 0 il Bojano, scavalcando la capolista perdente in casa contro il Monterotondo dopo essere passata addirittura in vantaggio. In quanto vincitrice del girone, inoltre, partecipò alla Poule Scudetto della Serie D, venendo però subito eliminata al primo turno, dopo aver collezionato un solo punto nelle sfide con Sorrento e Paganese.
L'avventura di Corcione alla guida del Cassino finì dopo una sola stagione di professionismo con un piazzamento al tredicesimo posto. La società era a rischio fallimento. A poche ore dalla scadenza dei termini per l'iscrizione la proprietà passò così nelle mani di Giuseppe Tedesco, coadiuvato dall'imprenditore Clodomiro Murolo. L'anno successivo il Cassino rischiò addirittura di entrare nei play-off, raggiungendo il punto più alto della sua storia: solo la graduatoria degli scontri diretti con l'Andria frantumerà i sogni promozione.
La stagione 2009-2010 fu l'ultima tra i professionisti per il Cassino. Al termine del campionato, infatti, il presidente Murolo decise di non iscrivere la squadra al campionato per la stagione successiva.

### Anni Duemiladieci: la nascita dell'ASD Nuova Cassino 1924
Con la mancata iscrizione in Seconda Divisione, la città rischiò di rimanere senza una compagine calcistica che la rappresentasse, per la prima volta dal 1946. Grazie all'iniziativa degli ultras, nell'estate 2010 nacque la "ASD Nuova Cassino 1924", iscritta in sovrannumero al campionato di Promozione Laziale. La prima stagione fu buona, con una salvezza raggiunta ai play-out contro la Pro Calcio Fondi. In quella successiva, invece, segnata dal passaggio della presidenza da Vendittelli a Patini, il campionato fu da metà classifica. Nel 2012-2013 entrò in proprietà l'imprenditore Cicchetti, con l'intento di costruire un team vincente. Ma fu mera utopia: ulteriori vicissitudini costrinsero la società a smantellare la rosa. Con un organico interamente composto da giocatori locali, il Cassino rimase comunque ai vertici della classifica, sfumando la promozione in Eccellenza nelle ultime giornate. Nell'estate 2013 il sodalizio passò nelle mani di Nicandro Rossi. Nonostante i nuovi innesti, l'inizio di stagione fu da dimenticare. A risollevare le sorti venne chiamato, dunque, il tecnico Antonio Pecoraro. Il Cassino incredibilmente rimontò dal penultimo posto alla vittoria del campionato all'ultima giornata (11 maggio 2014), a termine dello scontro diretto a Sermoneta vinto 1-0.
Risale all'estate del 2014 l'ultimo cambio di denominazione: "ASD Cassino Calcio 1924". Le premesse, con il ritorno in panchina del tecnico artefice della promozione in Serie C, Alessandro Grossi, sono di campionato di vertice. Tuttavia l'annata sarà amara per gli azzurri, che concludono il campionato al 5º posto sotto la guida di Massimiliano Babusci, subentrato a Grossi alla 17ª giornata. Babusci viene confermato per la stagione successiva, ma dopo un inizio da dimenticare, la squadra viene affidata ad Ezio Castellucci. La stagione 2015-16 vede un Cassino dai due volti: incostante in campionato, perfetto in coppa. Il 6 gennaio 2016, infatti, sul campo neutro di Latina, gli azzurri travolgono in finale il Colleferro per 4-1, conquistando la Coppa Italia Dilettanti Lazio e accedendo alla fase nazionale. Anche qui i cassinati si rendono assoluti protagonisti arrivando ad un passo dalla finale. In semifinale, dopo un promettente pareggio per 3-3 a Mazara del Vallo (con il primo tempo chiuso in vantaggio di tre reti a zero), gli azzurri vengono però sconfitti per 1-0 in casa nella gara di ritorno, dicendo addio alla coppa. In campionato, la rimonta iniziata dal penultimo posto con l'arrivo in panchina di mister Castellucci, si conclude con la conquista della 5ª posizione.
I tempi sono ormai maturi per il salto di categoria, che puntualmente avviene l'anno seguente. Già dalla prima giornata, gli azzurri dimostrano le loro intenzioni, rifilando un 6-0 agli storici rivali del Formia. Abbandonata al primo turno la Coppa Italia, la squadra di Castellucci si dedica completamente al campionato, dominato dall'inizio alla fine e raggiunge con tre giornate di anticipo la promozione. Dopo 7 anni dalla rifondazione, dunque, il Cassino raggiunge la Serie D, tornata ad essere, a seguito della riforma dei campionati del 2014, il quarto livello del calcio italiano.
Sancito il divorzio con Ezio Castellucci per divergenze economiche, la panchina viene affidata a Corrado Urbano, che torna a guidare gli azzurri a distanza di 17 anni, quando proprio a Cassino iniziò la sua carriera da allenatore. Il primo anno di Serie D vede un Cassino posizionato nella parte medio-alta della classifica, concludendo la stagione al settimo posto in classifica. Il colpo di mercato estivo è Imperio Carcione, che torna a vestire la maglia azzurra a dieci anni di distanza. Guidati dall'esperienza in mezzo al campo del capitano, la squadra conclude il campionato 2018-19 al quinto posto, qualificandosi per i play-off, dove verrà sconfitta in semifinale dal Lanusei. Nella stagione 2019-20 il Cassino si distingue nella competizione "Giovani D Valore" per essere, a livello nazionale, la squadra di Serie D più virtuosa nell'utilizzo degli under. A seguito dell'interruzione anticipata dei campionati a causa del Coronavirus, gli azzurri concludono la stagione al 7º posto del Girone G. In estate viene sancito il divorzio con mister Urbano.

## Colori e simboli

### Colori
Il colore con cui il Cassino disputa le gare casalinghe è l'azzurro, solitamente utilizzato sia per la maglia che per i pantaloncini. Per le gare fuori casa la divisa tradizionale è composta da maglietta e pantaloncini bianchi.
Nel corso della sua storia ha però utilizzato anche altre divise casalinghe, come la maglietta a righe orizzontali bianco-nere (nella stagione 1946-47), a bande orizzontali bianco-azzurre o a strisce verticali bianco-azzurre, come in occasione della vittoria del campionato di Serie D 2005-06.
Per le gare in trasferta, ha invece utilizzato casacche composte da maglietta e pantaloncini completamente blu notte, gialla con inserti blu, gialla con inserti verdi, rossa con inserti blu e viceversa, quest'ultima per richiamare i colori del simbolo della Terra di San Benedetto della quale la città di Cassino è stata il fulcro tra il 700 e il 1500.

### Denominazioni ufficiali
- 1924-1934 Unione Sportiva Cassino/Quis Contra Nos?
- 1934-1968 Cassino Calcio
- 1968-1971 Società Calcio Cassino
- 1971-1983 Polisportiva Cassino Coop
- 1983-1998 Policassino Coop
- 1997-1999 Associazione Sportiva Cassino
- 1999-2003 Real Cassino
- 2003-2008 Società Sportiva Cassino 1927
- 2008-2010 Società Sportiva Cassino
- 2010-2014 Associazione Sportiva Dilettantistica Nuova Cassino Calcio 1924
- 2014-oggi Associazione Sportiva Dilettantistica Cassino Calcio 1924

#### Stemma
Le numerose vicissitudini societarie, che hanno portato a continui cambi di denominazione, non consentono di individuare un'uniformità nel simbolo adottato dalla squadra azzurra nel corso della sua storia.
Lo stemma adottato dal 2010, anno della rifondazione per mano dei tifosi, è uno scudetto di colore azzurro, con al centro lo stemma della città di Cassino che sormonta un pallone, volutamente di cuoio, in segno di rottura con il recente passato e come richiamo, invece, ai valori antichi del calcio popolare. In basso è presente il vero anno di nascita del calcio a Cassino, il 1924.

#### Inno
L'inno ufficiale del Cassino Calcio è Cassino, composto dal cantautore cassinate Donato Rivieccio.

## Strutture

### Stadio

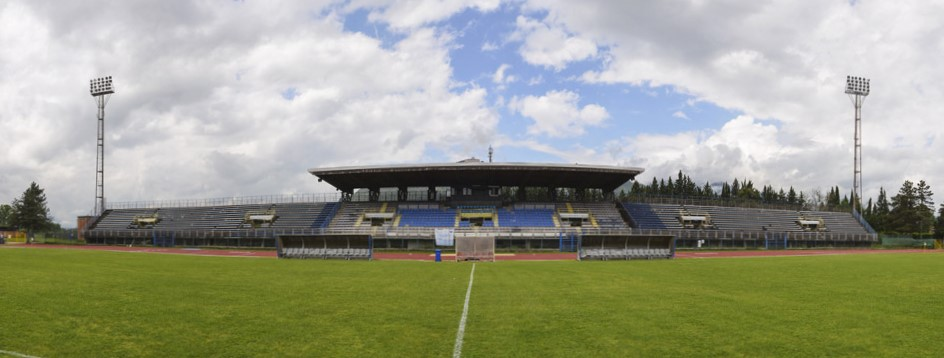
Lo Stadio "Gino Salveti".

Il Cassino gioca le gare casalinghe presso lo stadio Gino Salveti di via Appia Nuova, impianto inaugurato nel 1967 insieme al centro sportivo di cui fa parte. Sebbene fosse conosciuto all'epoca come "Stadio dei Ventimila", la sua capienza massima era di diecimila spettatori, oggi ridotti a 3.700 con la chiusura del settore prato e il posizionamento dei seggiolini in tutti i settori.
In precedenza, dal 1947, il Cassino giocava presso il campo sportivo di viale Dante intitolato a Dario Miranda, vecchio centromediano della formazione prebellica. Oggi vi si trova un parcheggio, ancora chiamato dai cassinati Campo Miranda.
Gli impianti prebellici di cui si ha notizia furono il campo di via Caira, nell'area in cui sorgeva il concentramento di prigionieri austriaci della prima guerra mondiale ed, in seguito, il campo di via Sferracavalli nell'area dove attualmente sorge la scuola media Conte.

### Centro di allenamento
Il Cassino svolge le sue sedute di allenamento presso le strutture del centro sportivo di via Appia Nuova.

## Società

### Organigramma Societario
- Nicandro Rossi - Presidente
- Marco Rocca / Andrea Balsamo / Angelo Zottolla Vice presidenti
- Pierluigi Di Santo - Direttore generale
- Benito Coppola - Segretario Generale

### Sponsor
| Cronologia degli sponsor tecnici - 1924-2006 ... - 2006-2010 Mass - 2010-2013 ... - 2013-2015 Givova - 2015-2016 Gems - 2016-2023 ... - 2023- Magma | Cronologia degli sponsor ufficiali - 1924-1982 Non presente - 1982-1983 LP Assicurazioni - 1983-1985 Albasan - 1985-1987 Litasport - 1987-1990 Autolazio - 1990-1991 CMD Visco - 1991-1992 Autolazio - 1992-1995 Shopping Sport - 1995-1996 CIC - 1996-1997 In Sport - 1997-1998 Shopping Sport - 1998-1999 Nicoloro Arredamenti - 1999-2004 Autolazio - 2004-2005 Non presente - 2005-2006 Mitalfarma - 2006-oggi Banca Popolare del Cassinate |

### Settore giovanile
Il settore giovanile del Cassino, svolge le sue attività all'interno del centro sportivo di via Appia, nelle strutture adiacenti allo stadio Salveti.
Tra i prodotti migliori del vivaio cassinate, che hanno calcato la Serie A, si segnalano Corrado Urbano, Domenico Di Carlo, ed Angelo Ogbonna, quest'ultimo facente parte del Montecassino, scuola calcio affiliata al Cassino.
Ottimi livelli sono stati raggiunti da Mauro Rufo, Mario Buccilli, Leonardo Rossi e Vittorio Cozzella, i quali vantano numerose presenze in Serie B.

## Allenatori e presidenti
Dal dopoguerra ad oggi sono solo quattro gli allenatori rimasti sulla panchina del Cassino per più di tre stagioni consecutive e che ne detengono, quindi, i record di presenze. Con 167 panchine, l'allenatore più longevo è Carlo Orlandi, alla guida del Cassino dal 1971 al 1976 e nel 1998-99. Al secondo posto troviamo Antonio Lillo (166), seguito da Alessandro Grossi con 156 panchine e da Giuseppe Capaccione (96).
- 1924-1946 ...
- 1947-1949  Angrisani/Conte
- 1949-1950  Mariano Fabiani
- 1950-1951  Antonio Lombardi
- 1951-1952  Gaetano Conte
 Mariano Fabiani
- 1952-1953  Giuseppe Gricoli
- 1953-1954  Mario Pollak
- 1954-1955  Mario Pollak
 Mario Lalli
- 1955-1956  Mario Pollak
- 1956-1958  Dante Compiani
- 1958-1959  Oscar Leblanc
 Corrado Giubilo
- 1959-1960  Corrado Giubilo
 Rosario Pittiglio
 Gaetano Conte
- 1959-1961  Dante Compiani
- 1961-1962  Antonio Ferrigno
 Benito Pragliola
- 1961-1963  Benito Pragliola
- 1963-1964  Andrea Candidi
 Antonio Jacobini
 Ettore Annarumi
- 1964-1965  Alessandro Ferri
 Giuseppe Perillo
- 1965-1966  Benito Pragliola
- 1966-1967  Ezio Nardone
 Giuseppe Gricoli
- 1967-1968  Pino Nacci
- 1968-1969  Bruno Colagiovanni
- 1969-1970  Severo Bartolomei
- 1970-1971  Pino Nacci
 Renato Piacentini
- 1971-1976  Carlo Orlandi
- 1976-1977  Washington Parisio
 Marcello Marchegiani
 Alberto Pizzi
- 1977-1978  Biagio Catalano
- 1978-1979  Vincenzo Montefusco
 Bruno Mora
- 1979-1980  Giuseppe Simeone
 Gianfranco Murgia
- 1980-1981  Massimo Urbano
 Antonio Lillo
- 1981-1982  Giuseppe Simeone
- 1982-1983  Antonio Di Ponio
 Desiderio Bianchi
 Marcello Marchegiani
- 1983-1984  Antonio Di Paolo
- 1984-1989  Antonio Lillo
- 1989-1990  Augusto Incagnoli
- 1990-1991  Augusto Incagnoli
 Bruno Abbatini
 Pasqualino Molinaro
- 1991-1992  Stefano Di Chiara
 Antonio Lillo
- 1992-1993  Ernesto Verdone
 Rosario Iemma
- 1993-1994  Rosario Iemma
- 1994-1995  Bruno Abbatini
 Fabio Salvatici
 Franco Perilli
- 1995-1996  Franco Perilli
- 1996-1997  Alessandro Baldanzini
 Pino Nacci
- 1997-1998  Sandro Mancini
 Rosario Iemma
 Mario Schettino
- 1998-1999  Mario Schettino
 Carlo Orlandi
- 1999-2000  Corrado Urbano
- 2000-2001  Carmine Falso
 Franco Anellino
 Giuseppe Capaccione
- 2001-2002  Giuseppe Capaccione
 Michele Punzo
- 2002-2003  Mauro Pernarella
 Giuseppe Capaccione
- 2003-2004  Domenico Aceti
 Antonio D'Amico
 Giuseppe Capaccione
- 2004-2008  Alessandro Grossi[42]
- 2008-2009  Alessandro Grossi (1ª-11ª)
 Vincenzo Patania (12ª-34ª)
- 2009-2010  Maurizio Pellegrino (1ª-22ª)
 Stefano Sanderra (23ª-25ª)
 Maurizio Pellegrino (26ª-34ª)
- 2010-2011  Marco Scorsini
 Francesco Barbabella
- 2011-2012  Roberto Zollo
 Claudio Tobia
 Aldo D'Urso
- 2012-2013  Silvio Di Prisco
- 2013-2014  Silvio Di Prisco
 Antonio Pecoraro
- 2014-2015  Alessandro Grossi
 Massimiliano Babusci
- 2015-2016  Massimiliano Babusci
 Ezio Castellucci
- 2016-2017  Ezio Castellucci
- 2017-2020  Corrado Urbano
- 2020-2021  Alessandro Grossi
- 2021-2022  Alessandro Grossi (1ª-6ª)
 Silvio Di Prisco (7ª-14ª)
 Imperio Carcione (15ª-34ª)
- 2022-  Imperio Carcione

- 1924-1946 ...
- 1947-1949  Miele
- 1949-1950  Malatesta
- 1950-1955  Edmondo Mascioli
- 1955-1956  Mario Ricciuti
- 1956-1959  Raffaele Varlese
- 1959-1962  Antonio Pagano
- 1962-1965  Marcello Di Zenzo
- 1965-1966  Leone
- 1966-1967  Orlando D'Aliesio
- 1967-1968  Di Mambro
- 1968-1969  Vassallo
- 1969-1970  Michele Michelucci
- 1970-1971  Giovanni Vassallo
- 1971-1972  Achille Gallaccio
- 1972-1976  Virgilio Volante
- 1976-1982  Rodolfo D'Ambrosio
- 1982-1983  Benedetto Capitanio
- 1983-1990  Achille Gallaccio
- 1990-1991  Enzo Visco
- 1991-1997  Achille Gallaccio
- 1997-1999  Vittorio Orsello
- 1999-2003  Antonio Morra
- 2003-2007  Ciro Corcione
- 2007-2008  Giuseppe Tedesco[43]
- 2008-2010  Clodomiro Murolo
- 2010-2012  Mario Vendittelli
- 2012-2013  Riccardo Patini
- 2013-oggi   Nicandro Rossi

## Palmarès

### Competizioni nazionali
- Coppa Italia Dilettanti: 1

1985-1986
- Serie D: 1

2005-2006 (girone G)

### Competizioni regionali
- Coppa Italia Dilettanti Lazio: 1

2015-2016
- Eccellenza: 2

2004-2005 (girone B), 2016-2017 (girone B)
- Promozione: 4

1971-1972 (girone B), 1987-1988 (girone B), 1994-1995 (girone D), 2013-2014 (girone D)
- Prima Categoria: 2

1969-1970, 1984-1985
- Seconda Categoria: 1

1962-1963

### Altri piazzamenti
- Serie D:

Promozione: 1977-1978 (girone G)
- Promozione:

Secondo posto: 1985-1986 (girone B)
Terzo posto: 1986-1987 (girone B)
- Coppa Italia Dilettanti:

Finalista: 1970-1971
Semifinalista: 2015-2016

### Competizioni giovanili
- Campionato Juniores Regionale

2014-2015 (Eccellenza - Girone B)
- Campionato Giovanissimi Provinciali

2014-2015 (Girone B)

## Statistiche e record

### Partecipazione ai campionati
Nazionali
In 31 stagioni sportive a partire dall'esordio a livello nazionale in Serie D nel 1972-1973:
| Livello | Categoria                  | Partecipazioni | Debutto   | Ultima stagione | Totale |
| ------- | -------------------------- | -------------- | --------- | --------------- | ------ |
| 4º      | Serie D                    | 10             | 1972-1973 | 2025-2026       | 20     |
| 4º      | Serie C2                   | 4              | 1978-1979 | 2007-2008       | 20     |
| 4º      | Lega Pro Seconda Divisione | 2              | 2008-2009 | 2009-2010       | 20     |
| 5º      | Serie D                    | 7              | 1980-1981 | 2005-2006       | 12     |
| 5º      | Campionato Interregionale  | 5              | 1981-1982 | 1991-1992       | 12     |

Regionali
In 46 stagioni sportive conteggiate dal 1947-1948:
| Livello | Categoria             | Partecipazioni | Debutto   | Ultima stagione | Totale |
| ------- | --------------------- | -------------- | --------- | --------------- | ------ |
| 1º      | Prima Divisione       | 5              | 1947-1948 | 1950-1951       | 30     |
| 1º      | Promozione            | 10             | 1953-1954 | 1987-1988       | 30     |
| 1º      | Campionato Dilettanti | 2              | 1957-1958 | 1958-1959       | 30     |
| 1º      | Prima Categoria       | 5              | 1959-1960 | 1964-1965       | 30     |
| 1º      | Eccellenza            | 8              | 1992-1993 | 2016-2017       | 30     |
| 2º      | Prima Divisione       | 1              | 1952-1953 | 1952-1953       | 16     |
| 2º      | Seconda Categoria     | 4              | 1962-1963 | 1967-1968       | 16     |
| 2º      | Prima Categoria       | 4              | 1968-1969 | 1984-1985       | 16     |
| 2º      | Promozione            | 7              | 1994-1995 | 2013-2014       | 16     |

### Partecipazione alle coppe
| Competizione                    | Partecipazioni | Debutto   | Ultima stagione | Totale |
| ------------------------------- | -------------- | --------- | --------------- | ------ |
| Coppa Italia Semiprofessionisti | 2              | 1973-1974 | 1979-1980       | 6      |
| Coppa Italia Serie C            | 2              | 2006-2007 | 2007-2008       | 6      |
| Coppa Italia Lega Pro           | 2              | 2008-2009 | 2009-2010       | 6      |
| Scudetto Dilettanti             | 1              | 2005-2006 | 2005-2006       | 1      |
| Coppa Italia Serie D            | 9              | 1999-2000 | 2019-2020       | 9      |
| Coppa Italia Dilettanti         | 3              | 1970-1971 | 2015-2016       | 3      |

Il conteggio esclude ogni forma di competizione disputata esclusivamente in ambito regionale.

### Statistiche di squadra
Nel 1971 il Cassino raggiunse il record di 53 gare ufficiali senza sconfitte, attirando su di sé l'interesse della "Domenica Sportiva". La striscia positiva partiva dalle ultime due partite della stagione 1968-69, abbracciava l'intero 1969-70 e si concludeva nella stagione 1970-71.
- Migliore posizione in classifica: 6º posto
(2008-2009)
- Peggiore posizione in classifica: 18º posto
(1979-1980)
- Maggior numero di punti: 52
(2008-2009)
- Minor numero di punti: 13
(1979-1980)[47]
- Maggior numero di vittorie: 13
(2009-2010)
- Minor numero di vittorie: 2
(1979-1980)
- Maggior numero di pareggi: 16
(2008-2009)
- Minor numero di pareggi: 7
(1978-1979)
- Maggior numero di sconfitte: 23
(1979-1980)
- Minor numero di sconfitte: 11
(2009-2010)
- Migliore vittoria:  Cassino -  Vigor Lamezia 5-2 (2008-2009)
 Cassino -  Vigor Lamezia 3-0 (1978-1979)
 Cassino -  Monopoli 3-0 (2006-2007)
- Peggiore sconfitta:  Civitavecchia -  Cassino 7-0 (1979-1980)

## Tifoseria

Un'immagine della tifoseria allo Stadio Gino Salveti nel 1984.

### Storia
Le prime manifestazioni di tifo organizzato si formarono ad inizio anni '70. Il gruppo più longevo, tra i più antichi del Lazio, è stato quello dei Fedayn Cassino, fondato nel 1977 e scioltosi nel 2024. Altri gruppi storici che in passato hanno sostenuto la squadra sono il Commandos (una delle prime realtà ultras nate in città), gli Intoccabili 1991 e i Boys. Negli anni 2000 sono nati le Brigate, fondate nel 2004 e sciolte nel 2024, e gli UTSB, acronimo di "Ultras Terra Sancti Benedicti", fondati nel 2006.
Dal 2016 i diversi gruppi si sono riuniti per alcuni anni dietro un unico striscione: Cassino 1924.
Uno dei caratteri distintivi della tifoseria è la rivendicazione dell'appartenenza alla storica Terra di San Benedetto e alla cosiddetta Terra di Lavoro, in contrasto con quanti identificano tutta l'odierna provincia di Frosinone con la Ciociaria.

### Gemellaggi e rivalità
La tifoseria cassinate è gemellata dal settembre 1983 con gli ultras del Venafro. Un'altra amicizia storica e molto sentita è quella con gli ultras della Casertana. Più recente, risalente agli ultimi anni di Promozione, è l'amicizia con il gruppo Ignari Semprevisa di Carpineto Romano.
In passato vi sono stati gemellaggi con le tifoserie dell'Avezzano e del Frosinone, quest'ultimo sfociato in un'accesa rivalità. Altre rivalità molto sentite sono con le tifoserie di Formia,  Isernia, Terracina e Sora.